# دین اچسون
دین اچسون (انگلیسی: Dean Gooderham Acheson؛ زاده ۱۱ آوریل ۱۸۹۳ – درگذشته ۱۲ اکتبر ۱۹۷۱)، یک سیاست‌مدار اهل ایالات متحده آمریکا بود. وی در دوره دوم ریاست جمهوری هری اس. ترومن، وزیر امور خارجه آمریکا بود. او نقشی محوری در تعریف سیاست خارجی آمریکا در دوران آغازین جنگ سرد داشت و در شکل‌گیری طرح مارشال، دکترین ترومن و ایجاد پیمان آتلانتیک شمالی و ناتو نقشی اساسی بازی کرد. از مهمترین اقدامات او قانع کردن ترومن برای مداخله در جنگ کره در ژوئن ۱۹۵۰ بود. علاوه بر این، او ترومن را راضی ساخت تا کمک و مشاور نظامی برای فرانسه در هندوچین فرانسه اعزام کند. پس از دوران ترومن، در زمان مذاکرات صلح با ویتنام شمالی مورد مشاوره لیندون بی. جانسون بود. در زمان بحران موشکی کوبا، جان اف. کندی او را برای مشاوره دادن به عضویت کمیته اجرایی موسوم به (انگلیسی: ExComm) درآورد.
آچسون در اواخر دهه ۱۹۴۰ میلادی، به خاطر شکست سیاست ترومن در مورد چین (که منجر به قدرت رسیدن کمونیست‌ها در چین شد) و حمایت از بعضی از کارمندان وزارت امور خارجه، از جمله الجر هیس (انگلیسی: Alger Hiss)، مورد حمله شدید افرادی مانند سناتور جوزف مک‌کارتی و ریچارد نیکسون (نماینده کنگره ۱۹۴۷–۱۹۵۰، سناتور ۱۹۵۰–۱۹۵۳، رئیس‌جمهور ۱۹۶۹–۱۹۷۴) قرار گرفت.
او از جمله مذاکراتی نیز با محمد مصدق داشت.
وی به خاطر نوشتن کتاب خاطراتش از دوران وزارت با عنوان «شکل‌گیری حال: سال‌هایم در وزارت امور خارجه» (انگلیسی: Present at the Creation: My Years in the State Department) در سال ۱۹۷۰، نائل به دریافت جایزه پولیتزر در زمینه تاریخ شد.